# Gersau

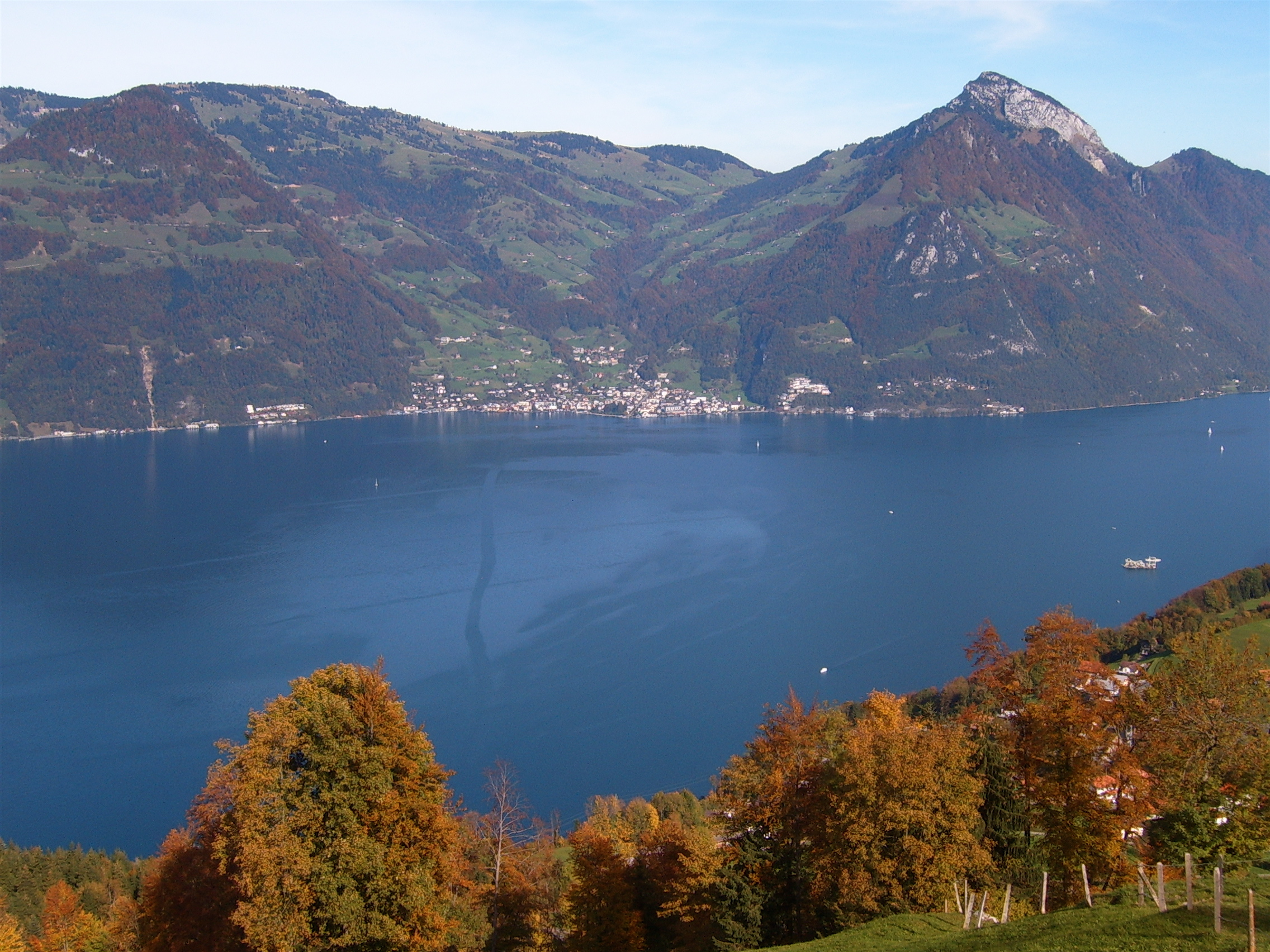
Vista de Gersau desde el otro lado del lago

Gersau es una comuna suiza situada en el cantón de Schwyz. Tiene una población estimada, a fines de 2021, de 2384 habitantes. Al mismo tiempo, la comuna forma su propio distrito.